# Richard Lovell Edgeworth

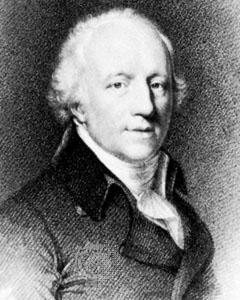
Richard Edgeworth

Richard Lovell Edgeworth (Bath 31 mei 1744 - Edgworthstown, 13 juni 1817) was een Britse ingenieur, uitvinder, schrijver en politicus.

## Levensloop

### Jeugd
Edgeworth werd op 31 mei 1744 in Bath geboren. Het grootste deel van zijn leven bracht hij echter door in Edgeworthtown, in het graafschap Longford in Ierland, waar de familie Edgeworth zich ruim 150 jaar daarvoor had gevestigd. Hij was van gegoede afkomst - zijn vader was de zoon van kolonel Francis Edgeworth, en zijn moeder, Jane Lovell, de dochter van Samuel Lovell, een rechter uit Wales. 

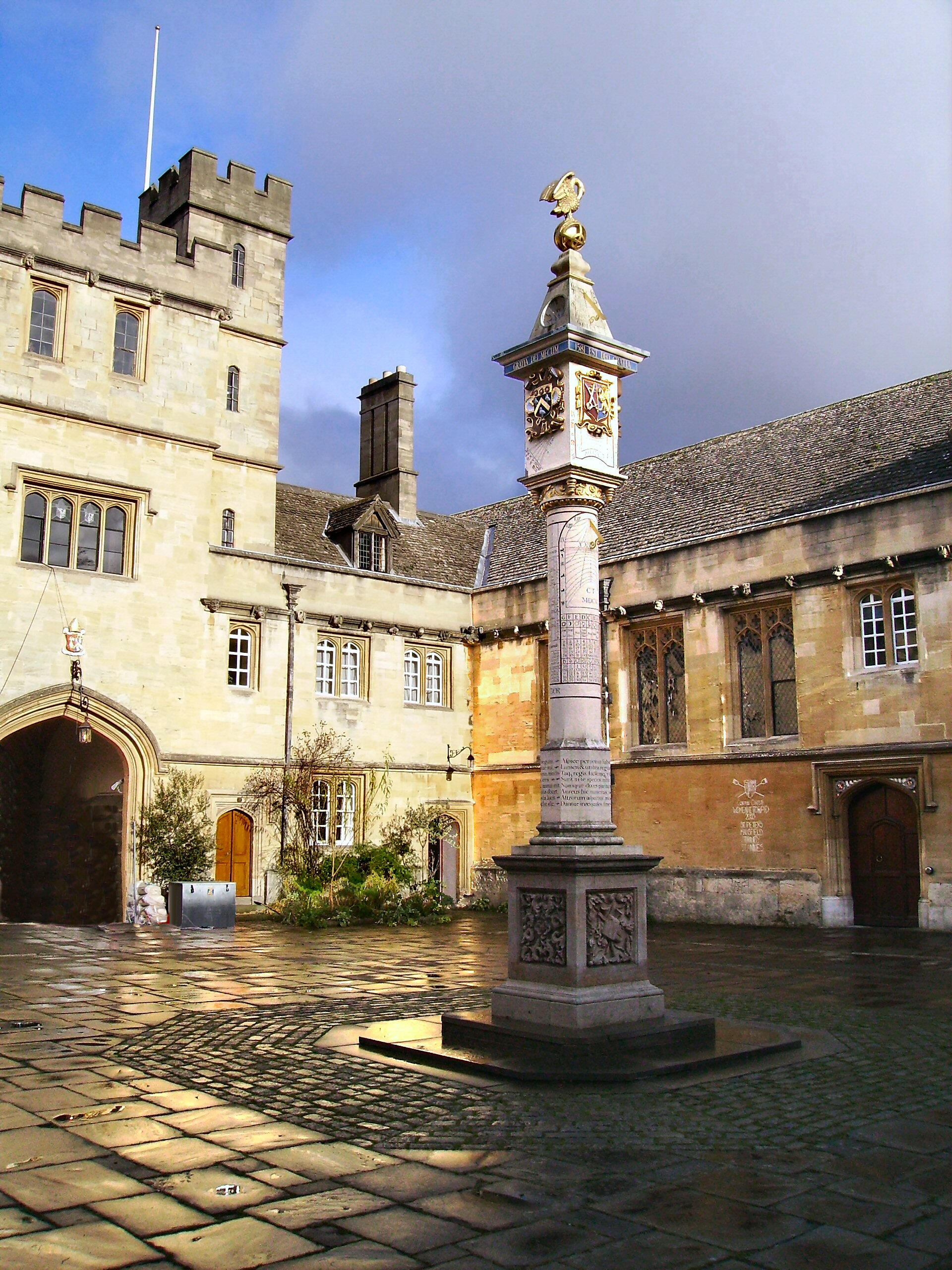
Corpus Christi College, Oxford.

Zijn moeder leerde hem op zeer jonge leeftijd lezen, en van jongs af aan had hij een sterke liefde voor de werktuigbouwkunde. De eerwaarde Patrick Hughes onderwees hem de Latijnse grammatica van William Lilye, en zijn openbaar onderwijs begon in augustus 1752 op een school in Warwick. Vervolgens bezocht hij de Drogheda-school, die bekendstond als beste in Ierland, en twee jaar een school in Longford. Op 1 april 1761 ging hij naar het Trinity College, Dublin. In oktober van het hetzelfde jaar stapte hij echter over naar het Corpus Christi College van de Universiteit van Oxford.
In de tijd dat hij nog studeerde, kneep hij ertussenuit om in Gretna Green te trouwen met Anna Maria, een van de dochters van Paul Elers van Black Bourton in Oxfordshire, een oude vriend van zijn vader. Hun oudste zoon werd geboren voor Edgeworths twintigste verjaardag, en hun dochter Maria in 1767.

### Zijn twintiger jaren
Kort na de geboorte van hun zoon, gingen Edgeworth en zijn vrouw naar Edgeworthstown, maar in 1765 betrokken ze een huis in Hare Hatch, nabij Maidenhead. Edgeworth besteedde veel tijd aan wetenschappelijke literatuur en experimenten, en hij deed een poging tot de opzet van telegrafische communicatie. Hij vond ook een koolraapsnijder, een eenwielige sjees en andere vindingrijkheden uit. In verband met zijn werktuigbouwkundige uitvindingen bezocht hij Erasmus Darwin in Lichfield, waar hij de Engelse schrijfster Anna Seward en haar nicht Honora Sneyd ontmoette.
In zijn huis in Hare Hatch in Berkshire probeerde hij zijn zoon op te voeden volgens de methode beschreven in Rousseaus boek, Emile, of Over de opvoeding. Door het matige succes van dit experiment zou hij in zijn latere leeftijd veel van Rousseaus standpunten in twijfel trekken. In die tijd begon hij meer op te trekken met zijn studievriend Thomas Day, wat leidde tot de grootste vriendschap van zijn leven. Day zou later op aanraden van Edgeworth, Sandford en Merton schrijven. Na de dood van zijn vader in 1769 gaf hij het idee op om advocaat te worden. In plaats van op zijn Iers landgoed te gaan wonen, bracht hij geruime tijd in Engeland en Frankrijk door, vooral in het gezelschap van Day. In Lyon, waar hij ongeveer twee jaar verbleef, speelde hij een actieve rol in het beheer van de openbare werken om het verloop van de Rhône te verleggen.
In maart 1773 werd hij door de dood van zijn eerste vrouw, met wie hij verre van gelukkig was geweest, naar Engeland teruggeroepen. Hierna haastte hij zich naar Lichfield, naar Erasmus Darwin, om daar zijn liefde voor Honora Sneyd te verklaren, die twee jaar eerder de oorzaak van zijn vlucht naar Frankrijk geweest. Thomas Day was ook geïnteresseerd geweest in mejuffrouw Sneyd, maar haar visie op het huwelijk was in Days ogen niet onderdanig genoeg. Ze had andere huwelijkskandidaten, waaronder de ongelukkige majoor Andre. In juli 1773 trouwde zij met Edgeworth, en woonde drie jaar in Edgeworthstown. Daarna vestigde het echtpaar zich in het Engelse Northchurch in Hertfordshire. Na een gelukkige huwelijk van zes jaar stierf Honora Edgeworth in april 1780. Zij had Edgeworth aangeraden om haar zuster Elizabeth te trouwen, wat hij met Kerstmis 1780 vervolgens ook deed.

### Zijn veertiger jaren
In 1782 keerde Edgeworth naar Ierland terug vastbesloten om zijn landgoed te verbeteren, zijn zeven kinderen op te voeden en de omstandigheden van de huurders te verbeteren. In zijn latere memoires heeft Edgeworth tot aan deze tijd verslag gedaan. De rest van zijn leven is geschreven door zijn dochter, die opende met een lange lofrede op haar vader als modelverhuurder.
In 1785 was hij met anderen betrokken bij de oprichting van de Royal Irish Academy. Tijdens de twee daaropvolgende jaren hield hij zich het grootste deel van zijn tijd bezig met mechanica en de landbouw. In oktober 1789 kwam zijn vriend Day te overlijden door een val van zijn paard, en deze tragiek werd gevolgd door het verlies van zijn dochter Honora, die net vijftien jaar was geworden. De gezondheidsproblemen van een van de Edgeworths zonen, bracht hem in 1792 naar Clifton, waar hij met zijn familie zo'n twee jaar hij bleef, waarna hij in 1794 naar Edgeworthstown terugkeerde. 

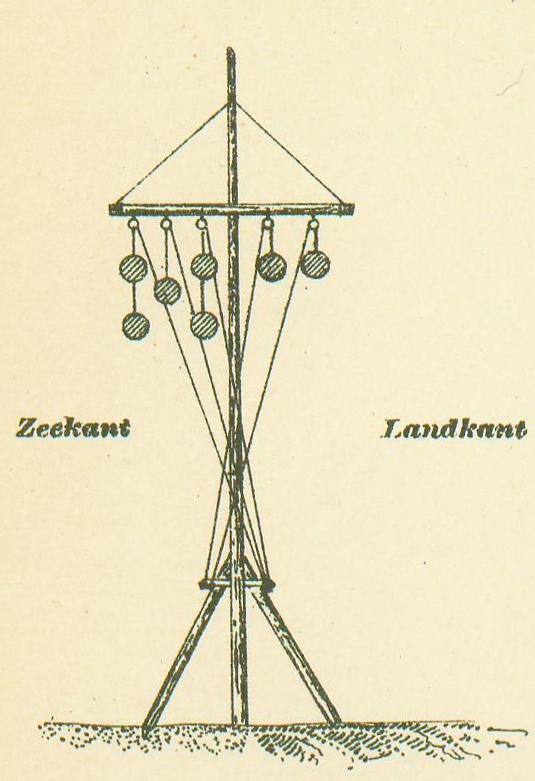
Optische kusttelegraaf in de tijd van de Bataafse Republiek.

Ierland was op dat moment geteisterd door interne onlusten, en werd bedreigd door een mogelijke Franse invasie. Edgeworth bood aan om de door hem ontwikkelde telegrafische communicatie door het hele land tot stand te brengen. Dit aanbod werd geweigerd. Een volledig verslag van de zaak schreef Edgeworth in zijn Letter to Lord Charlemont on the Telegraph. Zijn apparatuur legde hij uit in zijn "Essay on the art of Conveying Swift and Secret Intelligence", dat werd gepubliceerd in het tijdschrift Transactions of the Royal Irish Academy. In het najaar van 1797 kwam de derde mevrouw Edgeworth te overlijden.

### Zijn latere jaren
In 1798 schreef Edgeworth met zijn dochter Maria het boek Practical Education over de ervaring van beide met de omgang met kinderen. "Aldus begon", schreef miss Edgeworth later, "de literaire partnerschap, die voor vele jaren de trots en vreugde van mijn leven was". In 1798 trouwde zijn dochter Miss Edgeworth Beaufort, en werd hij verkozen tot parlementslid voor de gemeente St John's Town in Longford.
In hetzelfde jaar, 1798, was er een vijandige landing van het Franse leger bij Killala en een opstand tegen de Britse overheersing. Voor een korte tijd namen de Edgeworths hun toevlucht in Longford. De winter van 1802 brachten zij door in Parijs. In 1804 accepteerde de overheid zijn telegrafie, maar de installatie bleef onvolledig toen de vrees voor de invasie voorbij was. In 1802 verscheen het Essay on Irish Bulls door de heer en Miss Edgeworth, en in 1806 werd Edgeworth verkozen tot lid van de raad van commissarissen om het Ierse onderwijs te onderzoeken.
Van 1807 tot 1809 besteedde hij veel van zijn tijd aan mechanische experimenten en het schrijven van zijn memoires. In 1808 verscheen Professional Education, en in 1813 zijn essay Essay on the Construction of Roads and Carriages over de aanleg van wegen en rijtuigen. Hij stierf op 13 juni 1817, en werd begraven in het familiegraf op het kerkhof van Edgeworthstown.

## Werk

### Practical Education
Het boek Practical Education, dat Edgeworth samen met zijn dochter schreef, werd later in de 19e eeuw algemeen als ouderwets beschouwd, maar heeft zich toch een plaats in de geschiedenis van het onderwijs verworven. Edgeworths interesse in het onderwerp was ontstaan door het werk van Jean-Jacques Rousseau en zijn vriendschap met Thomas Day. Maar hij ging verder dan Rousseau, die zijn theorieën ontwikkeld had op basis van eigen ideeën en een denkbeeldige voorstelling van zaken.
De Edgeworths gingen volgens een wetenschappelijke methode te werk. De tweede mevrouw Edgeworth, Honora Sneyd, begon met het verzamelen van concrete voorbeelden van gesprekken tussen de kinderen en hun ouders. Dit werd geduldig voortgezet door de schrijvers van het boek, Edgeworth en zijn dochter. Hun verdere uiteenzettingen waren zo gebaseerd op een nauwkeurige registratie van de kinderlijke manieren van denken. Ze ontmoedigden met name alle maatregelen, die het eigen redeneren van het kind misgunden. De afzonderlijke hoofdstukken handelend over speciale onderwerpen als studie, chronologie, geometrie, enz. werden geschreven door Edgeworth zelf. Die over speelgoed, beloningen, straffen, humeur, enz. door zijn dochter.

### Verdere werken
Veel van Edgeworths verdere werken waren ook geïnspireerd door zijn ervaring met de opvoeding van zijn eigen kinderen. Dit waren onder andere Poetry Explained for Young People (1802), Readings in Poetry (1816), A Rational Primer (niet gepubliceerd), en de delen van de Early Lessons, door hemzelf voorgedragen. Zijn toespraken in het Ierse parlement zijn ook gepubliceerd. Talloze essays, meestal over wetenschappelijke onderwerpen, zijn verschenen in de  Philosophical Transactions, de Transactions of the Royal Irish Academy, het Monthly Magazine en Nicholson's Journal.

## Publicaties
- 1798. Practical Education. Met Maria Edgeworth.
- 1802. Essay on Irish Bulls Met Maria Edgeworth.
- 1802. Explained for Young People
- 1808. Professional Education
- 1813. Essay on the Construction of Roads and Carriages
- 1816. Readings in Poetry
- 1820. The Memoirs of Richard Lovell Edgeworth. 1. Met Maria Edgeworth. London: Hunter, Cradock & Joy.
- 1821. The Memoirs of Richard Lovell Edgeworth. 2. Met Maria Edgeworth. London: Hunter, Cradock & Joy.

## Secundaire literatuur
- (en)  Uglow, Jenny. The Lunar Men: Five Friends Whose Curiosity Changed the World. New York: Farrar, Straus and Giroux, 2002.